# Tumansky R-11
R11-300 a fost primul turboreactor sovietic cu doi arbori cu cameră de postcombustie (TRJF). A fost proiectat la Uzina experimentală OKB-300 (în prezent "Soyuz") sub conducerea lui Serghei Konstantinovici Tumanski. Uzine producătoare: V.V. Chernyshov MMP (Moscova) și Ufa MPO (Ufa).

## Istoria
Proiectarea și realizarea primelor exemplare de motoare a fost realizată la OKB-300 între mai 1953 și ianuarie 1955, sub conducerea lui A.A. Mikulin (înlocuit ulterior de S.K. Tumansky). Inițial, motorul a fost numit AM-11, dar după ce Mikulin a fost demis din funcție, motorul a fost redenumit R11-300 (unde 300 reprezintă OKB-300). 
După numeroase modificări și crearea de noi modele, lucrările ulterioare au fost efectuate în cadrul Biroului de Proiectare de la Uzina de Motoare Tushino, unde a fost organizată producția de masă. Biroul de Proiectare avea statutul de sucursală a uzinei 300 și a fost condus de Nikolay Georgiyevich Metskhvarishvili.
În ianuarie 1956, primul avion E-2A/1 cu noul motor a fost transmis pentru teste în fabrică, urmat de E-5, un prototip al celebrului MiG-21. Motorul și modificările sale au fost instalate pe Su-15, MiG-21, Yak-25 și Yak-28. O copie a motorului R-11-300 a fost produsă în China și a fost instalată pe avionul de vânătoare J-7. În total, au fost produse peste 20 de mii de motoare R-11-300, de toate modificările.
Revizia motorului în perioada 1962-1975 a fost efectuată la uzinele de revizie nr. 12 din Khabarovsk, nr. 218 din Gatchina, nr. 562 din Odessa și nr. 570 din Yeisk. În plus, motoarele au fost utilizate la vehiculul de stingere a incendiilor AGVT-150(375).

## Date tehnice de bază privind motorul, folosind P11F-300 ca exemplu[1]
- Tipul motorului: turboreactor, cu două axe, cu cameră de postcombustie
  - Compresor: axial, cu șase trepte, cu două rotoare
  - Turbina: axială, cu două trepte, cu două rotoare
  - Camere de ardere: 10 camere individuale cu flux direct într-un carcasă comună
  - Duza reactivă: reglabilă, cu diametrul clapetelor care variază între 526 și 680 mm
- Dimensiunile motorului:
  - Lungime totală: 4600 mm
  - Diametru cel mai mare (pe bandajul camerei de postcombustie): 906 mm
  - Înălțimea maximă, luând în considerare agregatele saliente: 1085 mm
- Greutatea motorului în starea de livrare de la fabricant (cu ulei de conservare): 1146 ± 2% kg
- Resursul de garanție al motorului până la prima reparație: 100 de ore, dintre care nu mai mult de 30 de ore în regim de postcombustie.

Parametrii motorului în condiții de banc:
- Putere:
  - la regimul maxim de postcombustie (rotațiile motorului ND 11159 ± 50 rpm, 100%): 5750-100 kgf
  - la regimul minim de postcombustie (rotațiile motorului ND 11159 ± 50 rpm, 100%): 4900 + 200 kgf
  - maxim fără postcombustie (rotațiile motorului ND 11159 ± 50 rpm, 100%): 3900-100 kgf
  - regim redus de gaz (rotații ale motorului ND 3740 ± 150 rpm, 33,5 ± 1,5%): ≤170 kgf
- Consumul de aer prin compresor:
  - la regimul maxim de postcombustie: 63,7 kg/sec
  - la regimul minim de postcombustie: 63,7 kg/sec
  - la regimul maxim fără postcombustie: 63,7 kg/sec
  - la regimul nominal: 59,0 kg/sec

- Gradul de creștere a presiunii:
  - la regimul maxim de postcombustie: 8,7
  - la regimul minim de postcombustie: 8,9
  - la regimul maxim fără postcombustie: 8,85

- Consum specific de combustibil:
  - la regimul maxim de postcombustie: ≤2,30 kg/t ora
  - la regimul minim de postcombustie: ≤1,70 kg/t ora
  - la regimul maxim fără postcombustie: 0,94 ± 0,03 kg/t ora
  - la regimul redus de gaz: nu este standardizat

- Temperatura gazelor după turbină, nu mai mult de: 700 ° C (este permisă o creștere temporară nu mai mult de 5 sec până la 720 ° C)

- Timpul de admitere al motorului:
  - de la regimul redus de gaz la regimul maxim fără postcombustie: 12-15 sec
  - de la regimul redus de gaz la postcombustie: nu mai mult de 20 sec

- Durata funcționării continue a motorului:
  - la toate regimurile de postcombustie: 10 minute la altitudini sub 10.000 m și 20 minute la altitudini peste 10.000 m
  - regimuri fără postcombustie: nelimitat
  - la regimul redus de gaz: 10 minute

- Sistem de alimentare cu combustibil
  - combustibil principal pentru motor: combustibilul de aviație T-1, T-2 sau TS
  - combustibil de pornire: benzină B-70 neetilată

- Sistemul de ulei al motorului, închis sub presiune, ulei mineral MK-8 sau MS-6.

## Construcția motorului P11F-300
Motorul este format din următoarele componente principale:
- compresorul necomandat cu șase trepte de comprimare (trei trepte de joasă presiune, primul grup, și trei trepte de înaltă presiune, al doilea grup),

- zece camere de ardere cu tuburi de tip direct într-un carter comun,

- turbina axială de gaze cu două trepte, formată din prima treaptă de înaltă presiune (care acționează al doilea grup al compresorului) și a doua treaptă de joasă presiune (care acționează primul grup al compresorului),

- difuzorul cu cameră de postcombustie și duză reglabilă, cu sistem de alimentare cu combustibil pentru postcombustie cu două colectoare,

- cutia inferioară a agregatelor motorului și agregatelor aeronavelor, pe care sunt instalate: generatorul de pornire GSR-ST-12000BT, regulatorul de combustibil cu pompă HP-21F, regulatorul de combustibil cu pompă HP-22F, pompe hidraulice NP-34-2T, pompa de alimentare cu combustibil DTSN-13DT, agregatul de ulei, separatorul de aer, suflantă centrifugă, pompa de evacuare a uleiului din suportul frontal, senzorul de turație a rotorului VD de tip DTE-1 și senzorul de turație a rotorului ND, de asemenea, de tip DTE-1.

- sistemul de combustibil primar, echipat cu următoarele agregate:
  - pompa de combustibil cu piston-regulator HP-21F. Rotorul pompei este acționat de rotorul de înaltă presiune al motorului.
  - pompa de combustibil cu piston-regulator pentru postcombustie HP-22F, cu blocul de comandă BU-4B și cutia de automatizare a postcombustiei KAF-13D,
  - pompa de alimentare cu combustibil DTSN13-DT,
  - injectoarele pentru combustibilul principal (10 injectoare), pentru pornire și pentru postcombustie (102 injecții pentru combustibil de postcombustie).

- Sistemul de combustibil pentru pornire este format din două aprinzătoare, o supapă electromagnetică, un rezervor de combustibil pentru pornire, un filtru de combustibil, o pompă electrică cu roată dințată PNР-10-9М, conducte și altele. Combustibilul de pornire utilizat este benzină de aviație B-70 nemetalizată și cu un număr octanic scăzut. Consumul de benzină pentru o pornire a motorului nu depășește 0,3 litri.

- Sistemul autonom de ulei al motorului sub presiune este utilizat pentru lubrifierea pieselor în mișcare în timpul funcționării. Sistemul de ulei are trei pompe: de aspirație din lagărul frontal, de aspirație din cutia agregatelor și de alimentare, de mijloc și de sprijin. Sistemul funcționează sub o presiune de 3,5 ± 0,5 kg/cm2. Se utilizează ulei mineral MK-8 sau MC-6, cu un consum de zbor de cel mult 1,2 litri pe oră. Volumul total al rezervorului de ulei este de 16 litri, iar capacitatea de umplere este de 12 ± 0,5 litri. Rezervorul de ulei face parte din construcția agregatului de combustibil și ulei 357C, care include, de asemenea, un radiator de combustibil și ulei și un filtru de presiune scăzută.

- Sistemul de control al motorului cu panou de control al modurilor PURT-1F este conectat la pompele regulate NR-21F, NR-22F și la blocul de control BU-4B.

- Sistemul hidraulic al motorului este utilizat pentru reglarea secțiunii transversale a duzei reactive prin intermediul a trei cilindri hidraulici. Lichidul de lucru este amestec hidraulic AMG-10, cu o presiune de lucru de 180-215 atm.

- Sistemul de pornire electrică a motorului cu comutare a tensiunii de alimentare la 24x48 volți. Motorul este pus în mișcare la pornire cu ajutorul starterului GSR-ST-12000VT. După 44 de secunde de la pornire, starterul este comutat în modul generator și este utilizat în zbor ca sursă de energie electrică în rețeaua de bord a aeronavei. Echipamentul de pornire (care face parte din echipamentul de bord al avionului) include cutia de releuuri de pornire KPR-15A, automatul de timp de pornire (panoul de programare) AV7-44-5 și sursele de alimentare la bord - două baterii de acumulatori de argint-cupru 15СТС-45, care sunt comutate de la o conexiune paralelă la una în serie în timpul pornirii. Sunt instalate două bobine de aprindere KNA-111 pentru camerele principale de ardere și o bobină de aprindere KNA-114 pentru camera de postcombustie. Bujii de aprindere cu descărcare de suprafață: două SPN-4 pentru camerele principale de ardere și două bujii de aprindere FK (una de rezervă) СЭ-21Д5. Ciclul complet de pornire automată a motorului este calculat pentru o durată de timp de 44 ± 1,2 secunde.

- Sistemul de alimentare cu oxigen pentru pornirea la altitudine a motorului este utilizat pentru a porni motorul în zbor în intervalul de altitudine 8000÷12000 metri. În timpul pornirii în zbor sub 8000 metri, alimentarea cu oxigen nu este utilizată. Sistemul include un cilindru de oxigen cu o capacitate de 2 litri, cu un regulator de presiune de 9÷10,5 kg/cm2, supape și altele.

- Sistemul de selectare a aerului pentru nevoile aeronavei.

- Dispozitivul anti-gheață pentru obiectul de intrare al compresorului.

- Sistemul de drenaj al lichidelor din agregatele motorului, care previne acumularea de componente inflamabile în compartimentul motorului aeronavei.

Notă. Axul camerei de postcombustie a motorului (văzută de sus) formează un unghi mic cu axa motorului datorită faptului că partea din spate a camerei de postcombustie este montată cu o deviație pe axa rolelor, la stânga cu 4 mm față de axa de simetrie a aeronavei. În timpul funcționării motorului, din cauza dilatării termice, axul camerei de postcombustie se deplasează spre dreapta și se aliniază cu axa motorului.

## Specificații (R-11F2S-300)
- Date generale

```
Tip: turbomotor axial, birotor și cu postcombustie 
Lungime: 4600mm 
Diametru dispozitiv admisie: 906mm 
Greutate: 1124kg 
Consum specific: 97kg/kN.h + 145kg/kN.h 
Tracțiune (+ postcombustie): 38,7kN + 21,9kN (3945kgf + 2233kgf) 
Raport tracțiune/greutate: 53.9 N/kg 
Debit: 65kg/sec
```

- Date compresor

```
Trepte: 3lp + 5hp 
Treapta I : 24palete 
Gradul de comprimare: 8.9 
```

- Date turbină

```
Trepte: 1hp + 1lp
Temperatură ieșire: 955°C
```

## Modificații
Există mai multe modificări ale motorului Р11-300:
- Р11Ф-300 - motor cu cameră de postcombustie, utilizat în mod obișnuit pe avioanele MiG-21 și alte tipuri de avioane.
- Р11Ф2-300 - cu un sistem de alimentare cu combustibil îmbunătățit pentru circuitul de postcombustie și o construcție modificată a stabilizatorilor de ardere în camera de postcombustie.
- Р11Ф2С-300, Р11Ф2СУ-300 - modificări cu caracteristici îmbunătățite de aspirație.
- Р11Ф2СК-300 - cu un sistem de corecție a diametrului duzei SKDS.
- Р-11К-300 - variantă cu resurse scurte a motorului pentru drone-urile țintă sau drone-urile de recunoaștere cu utilizare unică. Acesta a fost un motor de avion Р-11Ф2С-300 cu resursul epuizat, care a fost recondiționat la o întreprindere de reparații aeronautice. Resursul acestui motor a fost de 10 ore.